# Municipio de Liberty (condado de Coffey)
El municipio de Liberty (en inglés: Liberty Township) es un municipio ubicado en el condado de Coffey en el estado estadounidense de Kansas. En el año 2010 tenía una población de 555 habitantes y una densidad poblacional de 2,96 personas por km².

## Geografía
El municipio de Liberty se encuentra ubicado en las coordenadas 38°6′26″N 95°52′54″O / 38.10722, -95.88167. Según la Oficina del Censo de los Estados Unidos, el municipio tiene una superficie total de 187.19 km², de la cual 185,2 km² corresponden a tierra firme y (1,06 %) 1,99 km² es agua.

## Demografía
Según el censo de 2010, había 555 personas residiendo en el municipio de Liberty. La densidad de población era de 2,96 hab./km². De los 555 habitantes, el municipio de Liberty estaba compuesto por el 96,4 % blancos, el 0,54 % eran afroamericanos, el 0,18 % eran amerindios, el 0,54 % eran asiáticos, el 0,18 % eran de otras razas y el 2,16 % eran de una mezcla de razas. Del total de la población el 0,54 % eran hispanos o latinos de cualquier raza.